# Bród Nowy (gromada)
Bród Nowy (od 1969 Kuków-Folwark) – dawna gromada, czyli najmniejsza jednostka podziału terytorialnego Polskiej Rzeczypospolitej Ludowej w latach 1954–1972.
Gromady, z gromadzkimi radami narodowymi (GRN) jako organami władzy najniższego stopnia na wsi, funkcjonowały od reformy reorganizującej administrację wiejską przeprowadzonej jesienią 1954 do momentu ich zniesienia z dniem 1 stycznia 1973, tym samym wypierając organizację gminną w latach 1954–1972.
Gromadę Nowa Wieś z siedzibą GRN w Brodzie Nowym utworzono – jako jedną z 8759 gromad – w powiecie suwalskim w woj. białostockim, na mocy uchwały nr 23/V WRN w Białymstoku z dnia 4 października 1954. W skład jednostki weszły obszary dotychczasowych gromad Bród Nowy, Bród Stary, Krzywólka, Kuków Folwark, Osowa, Potasznia i Turówka Stara ze zniesionej gminy Kuków oraz obszar dotychczasowej gromady Czarnakowizna ze zniesionej gminy Pawłówka w tymże powiecie. Dla gromady ustalono 11 członków gromadzkiej rady narodowej.
31 grudnia 1959 do gromady Bród Nowy przyłączono wieś Białowoda ze zniesionej gromady Prudziszki.
1 stycznia 1969 z gromady Bród Nowy wyłączono wieś Czarnakowizna włączając ją do gromady Pawłówka Nowa, po czym gromadę Bród Nowy zniesiono: siedzibę GRN przeniesieno z Brodu Nowego do Kukowa-Folwarku a gromadę przemianowano na gromada Kuków-Folwark.